# Curcuma albiflora
Curcuma albiflora är en enhjärtbladig växtart som beskrevs av George Henry Kendrick Thwaites. Curcuma albiflora ingår i släktet Curcuma och familjen Zingiberaceae. Inga underarter finns listade i Catalogue of Life.